# Przewód śródchłonki

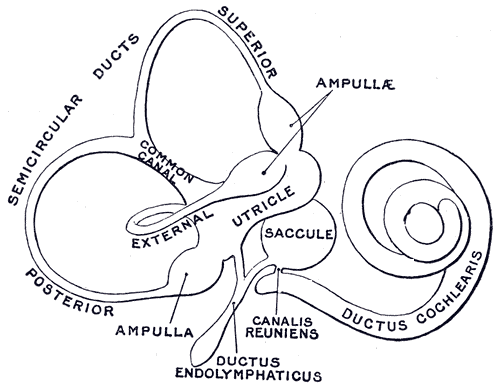
Błędnik błoniasty – schemat. Przewód śródchłonki widoczny w dolnej części rysunku i oznaczony jako ductus endolymphaticus

Przewód śródchłonki (łac. ductus endolymphaticus) – w anatomii człowieka część błędnika błoniastego. Jest to wąski kanał długości 7–9 milimetrów odchodzący od woreczka. Po drodze przyjmuje drobny przewód, który łączy go z łagiewką. Biegnie w kostnym kanaliku zwanym wodociągiem przedsionka. Wychodzi on z części skalistej kości skroniowej na tylną powierzchnię piramidy przez otwór zewnętrzny wodociągu przedsionka (łac. apertura externa aqueductus vestibuli). Leży tam w przestrzeni zewnątrzoponowej. Jego koniec rozszerza się tworząc worek śródchłonki.